# John Celestand
John Celestand  (nacido el 6 de marzo de 1977 en Houston, Texas) es un exjugador de baloncesto estadounidense que jugó una temporada en la NBA, además de hacerlo en la IBL, en la liga italiana, en la liga alemana, en la liga francesa y en la liga ucraniana. Con 1,93 metros de estatura, lo hacía en la posición de escolta.

## Trayectoria deportiva

### Universidad
Celestand jugó durante cuatro años en los Wildcats de la Universidad de Villanova, donde promedió 9.9 puntos, 2.8 rebotes y 3.6 asistencias en 124 partidos en total. En su última temporada lideró por segundo año consecutivo a los Wildcats en anotación con 14.8 puntos por partido, y fue nombrado MVP del Top of the World Classic en Alaska, donde aportó 16.7 puntos en tres partidos. En su segunda campaña fue nombrado jugador más mejorado de Villanova.

### Profesional
Fue seleccionado en el 30.º puesto del Draft de la NBA de 1999 por Los Angeles Lakers, donde jugó una temporada en la que promedió 2.3 puntos en 16 partidos y formó parte del equipo campeón de la NBA. En octubre de 2000 firmó como agente libre con New York Knicks y posteriormente con Dallas Mavericks, pero fue despedido a los pocos días por ambos equipos sin llegar a debutar en partido oficial.
Al verse sin sitio en la NBA se marchó a jugar a Alemania, previo paso por los New Mexico Slam de la IBL, donde recaló en el Phantoms Braunschweig. En el equipo alemán jugó 13 partidos y promedió 19.9 puntos por encuentro. Su siguiente parada fue Italia, participando en seis partidos con el Skipper Bolonia en la temporada 2001-02 y en el ASVEL Lyon-Villeurbanne francés. Posteriormente fue contratado por el ALBA Berlin de la liga alemana, donde disputó cinco encuentros en los que firmó 10.4 puntos en 24 minutos de juego, y en la 2004-05 probó fortuna en el B.K. Kiev ucraniano. Tras una campaña más en el Phantoms Braunschweig, Celestand se retiró del baloncesto profesional en 2005.

## Estadísticas de su carrera en la NBA

### Temporada regular
| Temporada | Edad | Equipo             | Liga | P  | TIT | MIN  | TC  | TCA | %TC  | 3P  | 3PA | %3P  | TL  | TLA | %TL  | R.OF. | R.DEF. | REB | ASIS | ROB | TAP | PER | FP  | PTS |
| 1999-00   | 22   | Los Angeles Lakers | NBA  | 16 | 0   | 11.6 | 0.9 | 2.8 | .333 | 0.1 | 0.6 | .222 | 0.3 | 0.4 | .833 | 0.1   | 0.6    | 0.7 | 1.3  | 0.4 | 0.0 | 1.0 | 1.4 | 2.3 |
| Total     |      |                    | NBA  | 16 | 0   | 11.6 | 0.9 | 2.8 | .333 | 0.1 | 0.6 | .222 | 0.3 | 0.4 | .833 | 0.1   | 0.6    | 0.7 | 1.3  | 0.4 | 0.0 | 1.0 | 1.4 | 2.3 |